# セガ・ファルコム
株式会社セガ・ファルコム（Sega Falcom）は、かつて存在したゲームソフト開発会社である。

## 概要
1991年に日本ファルコムとセガ・エンタープライゼスが共同出資（出資比率セガ51%、ファルコム49%）によって設立。主にファルコム作品をメガドライブ・メガCD向けに移植することを企図して設立された。
ゲーム雑誌『BEEP! メガドライブ』では「セガ・ファルコム通信」が長期連載されたが、実際に発売されたタイトルは「ぽっぷるメイル」や「ドラゴンスレイヤー英雄伝説」「ロードモナーク」など数点に留まった。なお、「ぽっぷるメイル」は開発スタート時、「シスターソニック」のタイトルで「ソニック・ザ・ヘッジホッグ」の世界観をベースにしたアレンジ作品になる予定だった。
上記以外の発売予定ラインナップには「スーパーブランディッシュ」「イースIV」などが挙げられていたが、発売中止になっている。
また、ファルコム作品以外の移植、完全新規作品の開発構想も発表され、前者はシステムソフトの「スーパー大戦略III」、後者はF1を題材としたレースゲームを予定していたが、いずれも早期に撤回されている。
当時のメガドライブ雑誌でのスタッフコメントによると、当初は海外展開も考えていて、「ぽっぷるメイル」開発初期のキャラクタービジュアルイラストがPC版よりいわゆる“濃い”ものになっていたりしたのはその影響とも考えられる。
1994年頃からセガはメガドライブの後継機であるセガサターンでのゲームソフト開発に集中したため1996年ごろに解散した。

## 作品一覧
全てメガドライブ版
- 『ぽっぷるメイル』
- 『ドラゴンスレイヤー英雄伝説』
- 『ロードモナーク とことん戦闘伝説』（開発：大宮ソフト）

### 発売中止
上記の記述通り、全て未発売。
- 『シスターソニック』
- 『スーパーブランディッシュ』
- 『スーパー大戦略III』
- 『イースIV MASK OF THE SUN』他